# Train Théâtre
Le Train Théâtre est une salle de spectacle et cinéma située à Portes-lès-Valence dans la Drôme. Il fait partie des équipements culturels de la communauté d'agglomération Valence Romans Agglo. Il est déclaré « Scène conventionnée d’intérêt national Art & création pour la chanson francophone ».

## Historique
Le Train Théâtre a été créé en 1989 par Jean Guy Pinède, maire de Portes-lès-Valence. Le bâtiment est construit en 1991. Patrick Ducré assurera la première direction de 1992 à 2003.
L'équipement culturel doit son nom à l'important nœud ferroviaire qui est situé dans la commune. En référence à son origine, une voiture de voyageurs SNCF datant de 1920 est garée sur rails devant le théâtre. Arrivée en convoi exceptionnel sous la neige, elle a été livrée fin 2011 et a été inaugurée en décembre 2012. Elle abrite les bureaux.
Patrick Ducré est remplacé en 2004 au poste de directeur par Luc Sotiras puis, en 2022, par Benoît Vuillon.

## Activités culturelles

### Cinéma
Une salle de 105 places propose 2 films et 7 à 8 séances par semaine. La salle est labellisée « Art et Essais », ne diffuse pas de publicité pendant les séances et ne vend pas de produits alimentaires. 
La salle est partenaire des opérations Collège au cinéma, École et cinéma, et Lycéens au cinéma. 

### Salle de spectacle
Le Train Théâtre comporte une salle de spectacle vivant d'une capacité de 450 spectateurs consacrée à la danse, aux arts du cirque et de la scène. La programmation musicale comprend aussi bien des artistes classiques que rock ou rap.
À noter que c'est au Train Théâtre que Amélie les Crayons a créé le spectacle Le Porte Plume, elle y a commencé et terminé sa tournée de 3 ans avec ce spectacle. Sur l'album « Méli Mélo », le titre Portes a été enregistré dans la salle.
Le Train Théâtre organise annuellement depuis 2010 le festival de chansons francophones « Aah ! Les Déferlantes ! », orienté particulièrement vers les artistes québécois et ultra-marin. Le festival se déroule habituellement en mars dans le cadre du Mois de la Francophonie. 
En raison de la crise sanitaire, l'édition 2020 a dû être annulée et l’édition 2021 est décalée au mois de juin.

## Fréquentation
Sur la saison 2018-2019, environ 45 000 personnes ont assisté à une représentation : 27 000 pour le Train Théâtre (70 spectacles), 11 000 pour le Train-Cinéma et 7 000 dans les activités extérieures (pour un bassin de vie de 120 000 habitants dans une agglomération qui en compte 240 000).

## Galerie

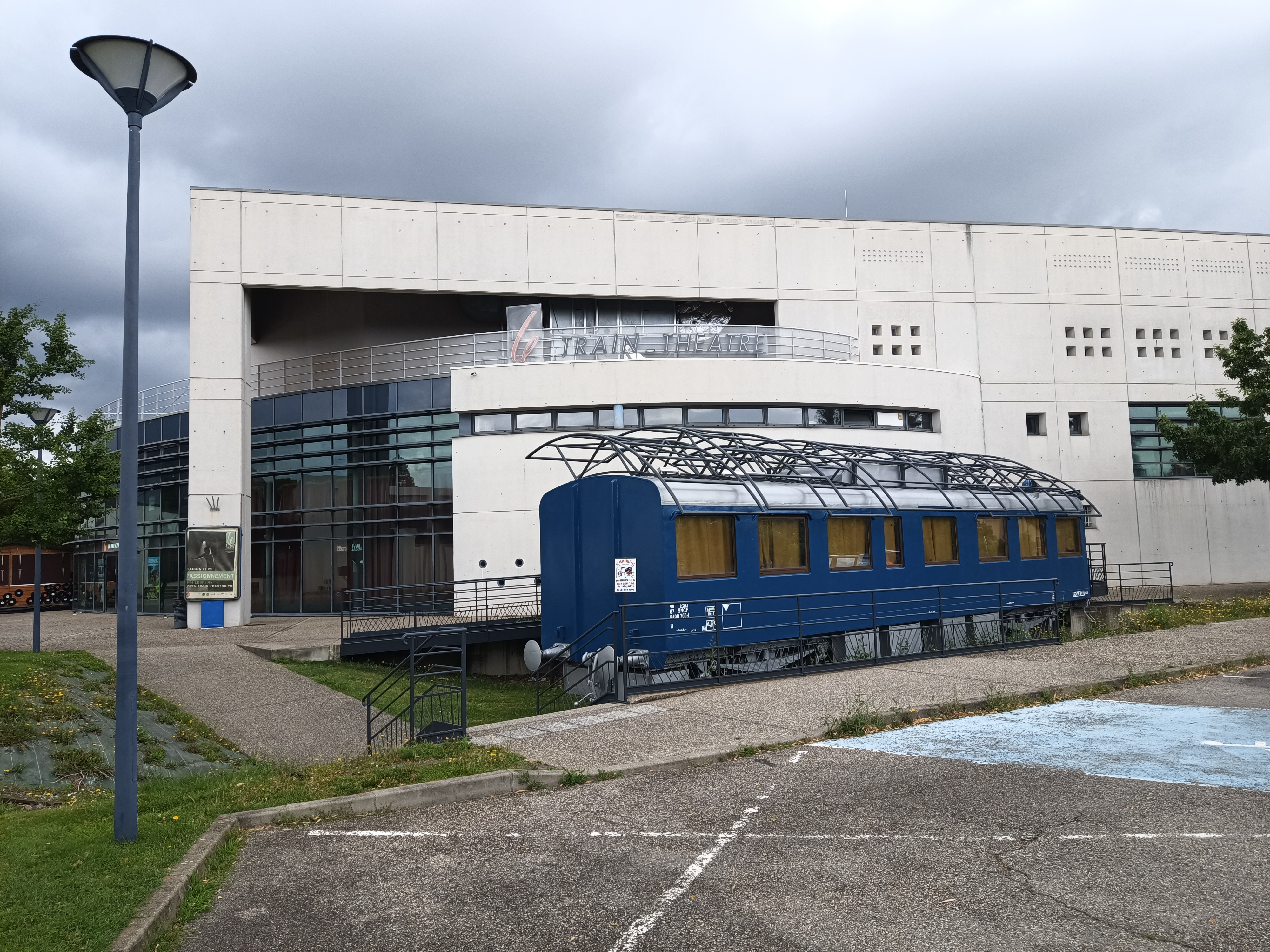
Entrée
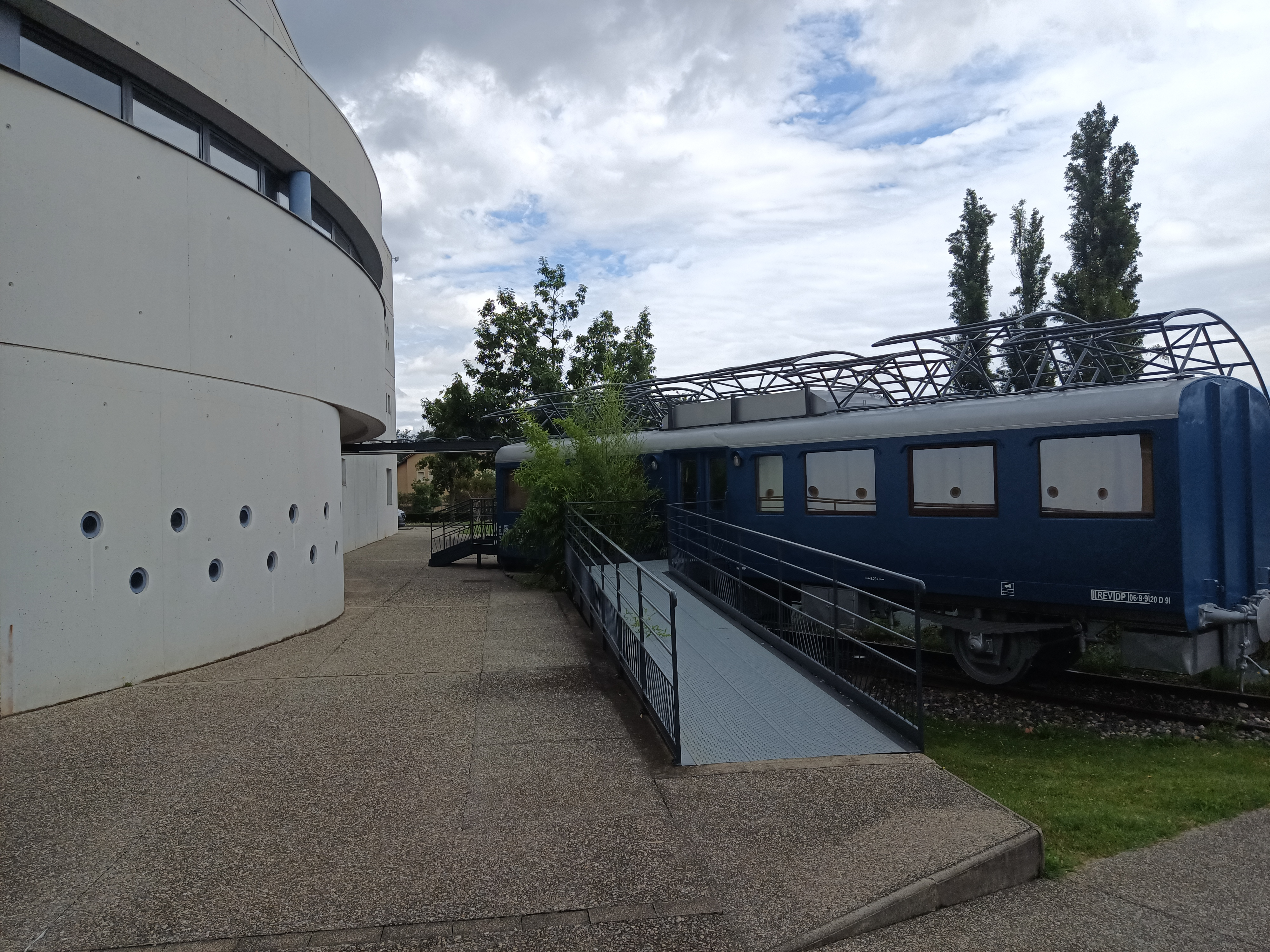
Voiture bureau
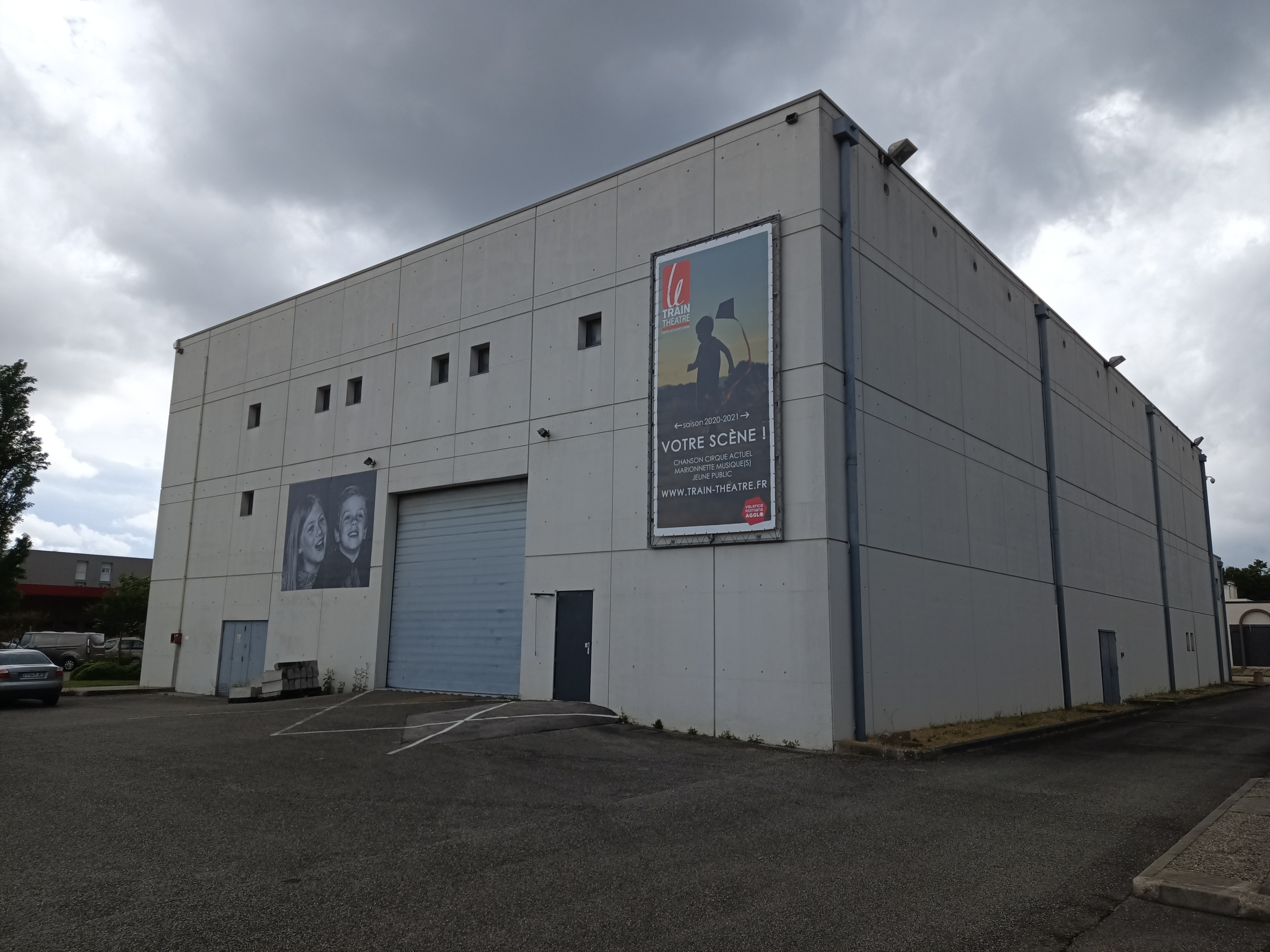
Salle de concert
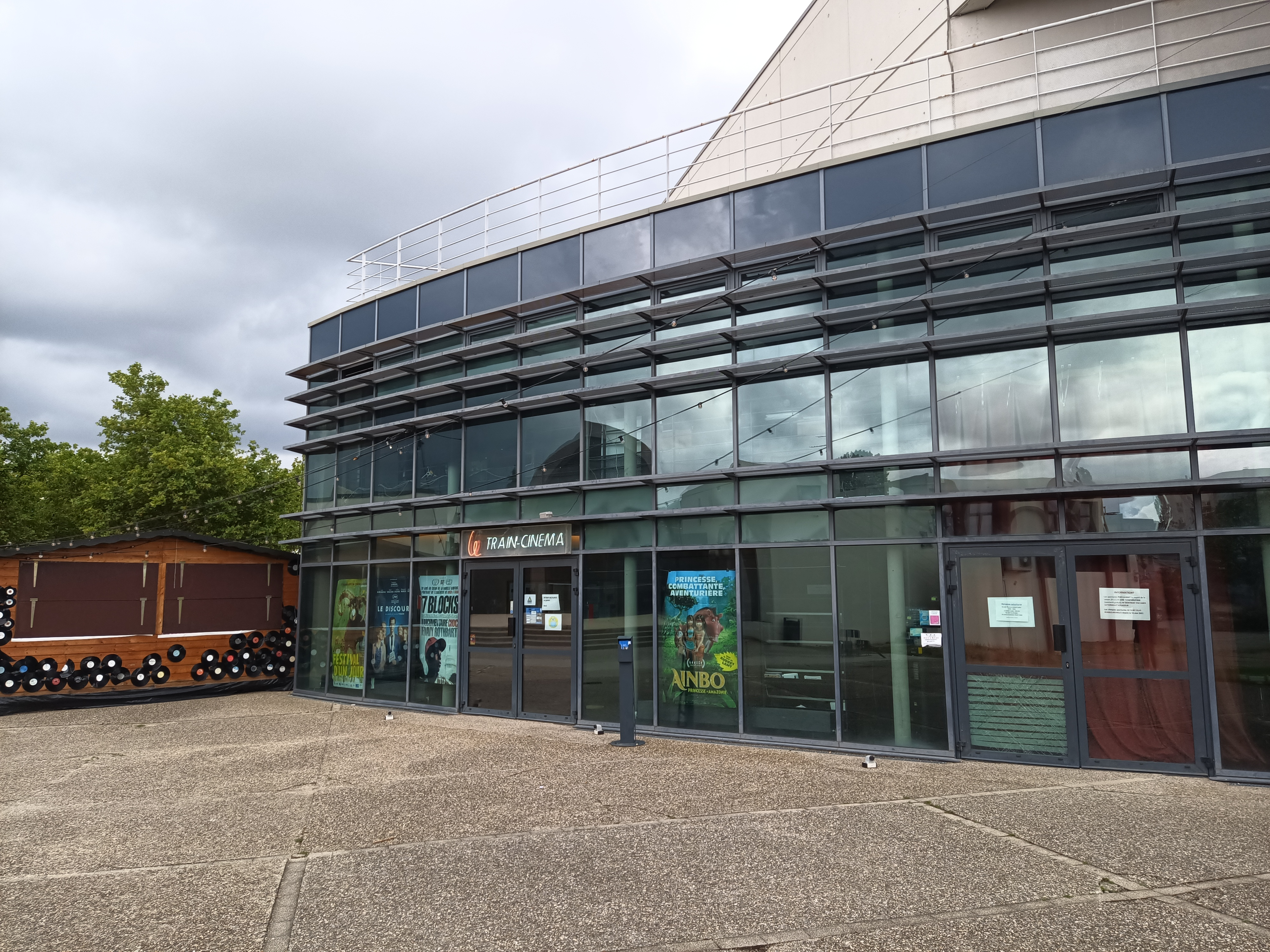
Le cinéma
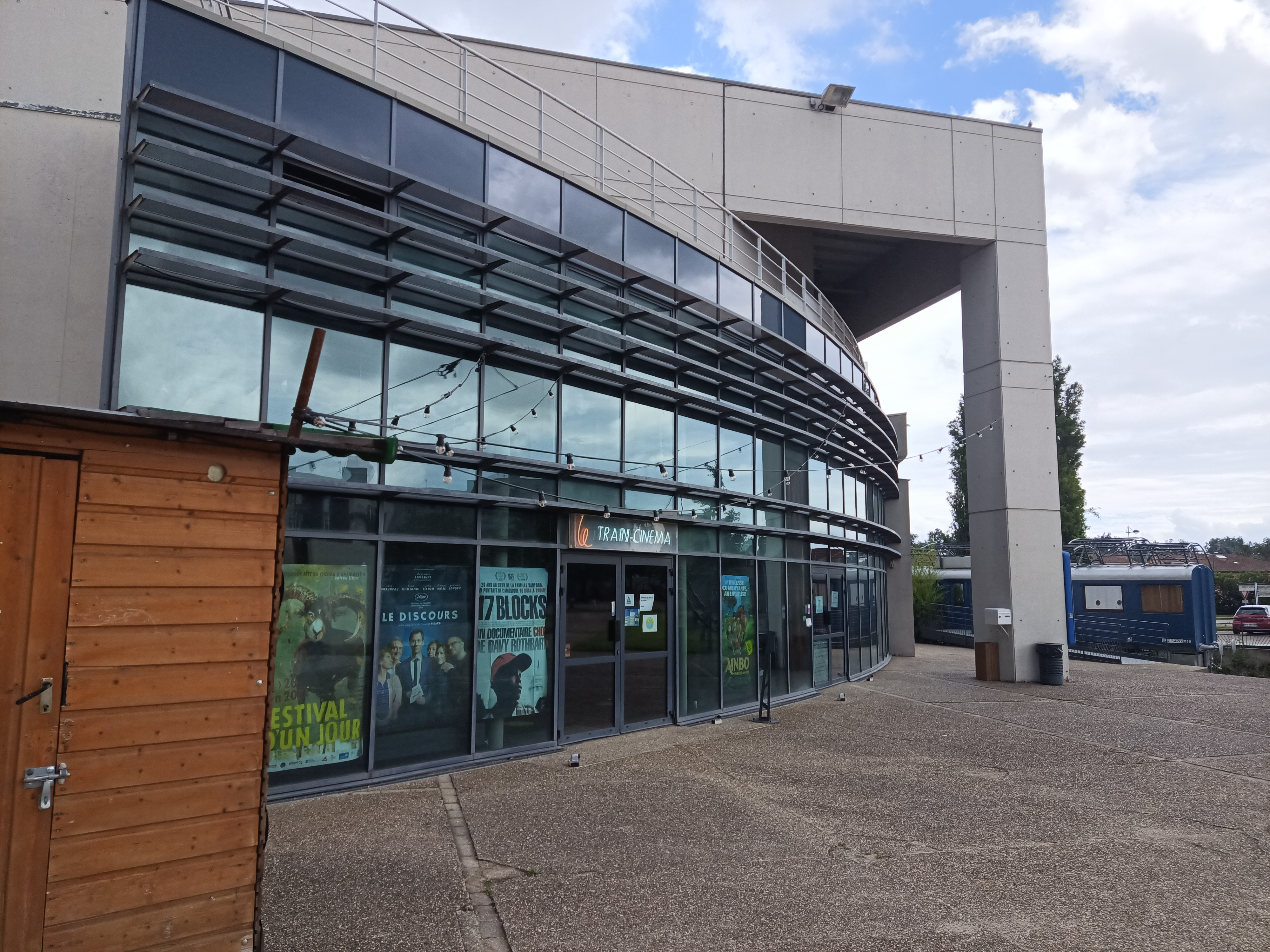
Le cinéma